# Municipio de Mount Carmel (Pensilvania)
El municipio de Mount Carmel  (en inglés: Mount Carmel Township) es un municipio ubicado en el condado de Northumberland en el estado estadounidense de Pensilvania. En el año 2000 tenía una población de 1.086 habitantes y una densidad poblacional de 47 personas por km².

## Geografía
El municipio de Mount Carmel se encuentra ubicado en las coordenadas 40°46′00″N 76°27′59″O / 40.76667, -76.46639.

## Demografía
Según la Oficina del Censo en 2000 los ingresos medios por hogar en la localidad eran de $28,438 y los ingresos medios por familia eran $35,847. Los hombres tenían unos ingresos medios de $31,713 frente a los $23,047 para las mujeres. La renta per cápita para la localidad era de $15,376. Alrededor del 10,8% de la población estaban por debajo del umbral de pobreza.